# François Bouchard (ishockeyspelare född 1973)
François Bouchard, född 8 augusti 1973 i Montréal, Québec, är en kanadensisk före detta professionell ishockeyspelare (back).
Bouchard blev svensk mästare med Djurgården 2001.